# Camí del Solà (Granera)
El Camí del Solà és una pista rural dels termes municipals de Castellterçol i de Granera, a la comarca del Moianès. El camí arrenca del Camí de Castellterçol a Sant Julià d'Úixols dins del terme de Castellterçol, a llevant de la masia de Pla Gaià i de la Quintana de Pla Gaià i a l'esquerra del torrent del Pererol.